# Roy Neuberger
Roy Rothschild Neuberger (Bridgeport, 21 luglio 1903 – Manhattan, 24 dicembre 2010) è stato un imprenditore e mecenate statunitense.
È stato un finanziere americano che ha contribuito a sensibilizzare l'opinione pubblica circa l'arte moderna, attraverso l'acquisto di quadri che riteneva degni. È stato cofondatore dell'impresa d'investimento Neuberger Bergman.

## Biografia
Nacque a Bridgeport, nel Connecticut e trascorse la sua infanzia a New York. La sua famiglia era agiata ed ebrea, ma rimase orfano a 12 anni.
Si iscrisse alla "New York University" per studiare giornalismo, ma non ottenne mai la laurea.
Ha lavorato a Manhattan al magazzino B.Altman and Company. Tra le attività che ha praticato vi fu la vendita di dipinti, che alimentò il suo amore per l'arte.
A 20 anni andò a vivere a Parigi. Godette di una vita bohème (movimento artistico), visitando il Louvre tre volte alla settimana. Conobbe in tali circostanze lo storico Meyer Schapiro.
Studiò arte fino al 1928, quando lesse la biografia di Vincent van Gogh. Rimase sorpreso del fatto che il grande artista fosse riuscito a vendere solo un dipinto.
Ritornò negli Stati Uniti ed entrò a Wall Street nel 1929, sette mesi prima del "Martedì nero". Visse la "Grande depressione" e fondò nel 1929 la Neuberger Berman Robert Bergman. Fondò nel 1950 il Fondo Guardian. Raccolse opere di Jackson Pollock, Ben Shahn, William Baziotes, Alexander Calder, Stuart Davis, Louis Eilshemius, Edward Hopper, Jacob Lawrence, Jack Levine, David Smith e soprattutto Milton Avery.
Il 15 novembre 2007 il presidente George W. Bush gli ha conferito la "National Medal of Arts".
È morto il 24 dicembre 2010, alla veneranda età di 107 anni.
| Controllo di autorità | VIAF (EN) 32820938 · ISNI (EN) 0000 0001 2100 4682 · ULAN (EN) 500323149 · LCCN (EN) n79023267 · GND (DE) 120191245 · J9U (EN, HE) 987007456550305171 |